# كيان سكيلز
كيان سكيلز (بالإنجليزية: Kian Scales)‏ هو لاعب كرة قدم بريطاني، ولد في 9 نوفمبر 2001.